# Мікроценози
Мікроцено́зи (Heinis, 1936; Раменський, 1937) — невеликі співтовариства, що зазвичай знаходяться в межах основних верств біоценозів і під впливом середовищеутворюючої діяльності домінантних популяцій (Быков, 1970; Трас, 1970). Поділяються на:
1. медіогенні, зумовлені біоценотичним середовищем (мікроценози епіфітні і сапрофітні; наприклад, мохів та лишайників), часто входять до консорції;
2. біогенні, зумовлені біологією домінуючого в мікроценозі виду — домінулента, наприклад, кореневищна;
3. екзогенні, зумовлені пошкодженням ґрунтового покриву (копанки кабанів, вивал дерева другорядного ярусу), а іноді і кори дерев;
4. біомедіогенні (наприклад, мікроценоз кореневищної рослини на гниючому стовбурі дерева);
5. біоекзогенні (наприклад, мікроценоз кореневищної рослини на місці багаття);
6. ендогенні — мікроценоз ґрунту (едафічного шару системи) наприклад, міко- і мікроценози та бактеріє-мікроценози.

У всіх мікроценозах беруть участь мікропопуляції не тільки домінулентів, але рослин і тварин та інших ценотипів. Крім порівняно стійких мікроценозів в біоценозах часто зустрічаються і мікропроценози - елементи сукцесії становлення мікроценоза; наприклад, сукцесія на поваленому дереві або трупі тварини. Мікроценози можуть розглядатися і в їх сукупності — як мікроассоціації або мікрокомплекси. Порівн.: парцели.